# Молино Чезаре (Болоња)
Молино Чезаре (итал. Molino Cesare) је насеље у Италији у округу Болоња, региону Емилија-Ромања.
Према процени из 2011. у насељу је живело 43 становника. Насеље се налази на надморској висини од 212 м.